# Brian & Garrison
Brian & Garrison era il nome di una coppia di ballerini che ebbe successo nella fine del ventesimo secolo, formata dagli statunitensi Garrison Rochelle e Brian Bullard, primo ballerino del Pacific Ballet di San Francisco.

## Biografia
Dopo il loro trasferimento in Italia, Brian conobbe Garrison durante il musical Dancin'. Da allora nel 1983, dopo le loro partecipazioni a diversi programmi, primo fra i quali Fantastico 4, decisero di intraprendere due strade diverse. Garrison ha collaborato al talent show Amici di Maria De Filippi mentre Brian è stato concorrente di Reality Circus e The Voice Senior.